# Alberta Williams King
Alberta Christine Williams King (* 13. September 1904 in Atlanta, Georgia; † 30. Juni 1974 ebenda) war die Mutter von Martin Luther King Jr. und die Frau von Martin Luther King Sr. Sie spielte eine wichtige Rolle in der Ebenezer Baptist Church. Sechs Jahre nach der Ermordung ihres Sohnes wurde sie in der Kirche von Marcus Wayne Chenault erschossen.

## Biographie
Alberta Christine Williams war die Tochter von Reverend Adam Daniel Williams und Jennie Celeste (Parks) Williams. Ihr Vater war zu dieser Zeit Pfarrer der Ebenezer Baptist Church in Atlanta, Georgia. Alberta Williams erwarb 1924 das Lehrerpatent am Hampton Normal and Industrial Institute (heute Hampton University).
Williams wurde mit Martin L. King (damals Michael King genannt) durch dessen Schwester Woodie bekannt. Sie übte den Lehrerberuf bis kurz vor ihrer Hochzeit zu Thanksgiving 1926 aus; danach musste sie die Anstellung aufgeben, da verheiratete Frauen nicht als Lehrkräfte zugelassen waren. Ihr Mann arbeitete seit 1926 als zweiter, seit 1931 als erster Pfarrer an der Ebenezer Baptist Church.
Ihr erstes Kind, die Tochter Willie Christine King, kam am 11. September 1927 zur Welt. Michael King Jr. folgte am 15. Januar 1929, danach Alfred Daniel Williams King I, nach seinem Großvater benannt, am 30. Juli 1930. 1934 änderte Michael King Senior seinen Namen und den gleichlautenden Namen seines ältesten Sohnes in Martin Luther King.
Die Mutter von Alberta King starb am 18. Mai 1941 an einem Herzinfarkt. Alberta war von 1950 bis 1962 Organisatorin und Präsidentin des Ebenezer-Frauenkomitees. Sie war auch eine talentierte Musikerin, die als Chororganistin und -direktorin fungierte, was dazu beigetragen hat, dass ihr Sohn der Kultur der Schwarzen besonderen Respekt entgegenbrachte. Zu dieser Zeit waren Martin Luther King Senior und Junior gemeinsam Pfarrer der Ebenezer Baptist Church.

## Tod beider Söhne
Martin Luther King Jr. wurde am 4. April 1968 von James Earl Ray ermordet, als er auf dem Balkon des Lorraine Motel in Memphis stand. King war in Memphis, um einen Marsch zur Unterstützung der örtlichen Gewerkschaft der Sanitärarbeiter durchzuführen. Alberta King wurde im darauf folgenden Jahr erneut mit einer Tragödie konfrontiert, als ihr jüngerer Sohn Alfred Daniel Williams King I, der stellvertretender Pastor der Ebenezer Baptist Church geworden war, in seinem Schwimmbad ertrank.

## Ermordung
Alberta King wurde am 30. Juni 1974 im Alter von 69 Jahren von Marcus Wayne Chenault, einem 23-jährigen Schwarzen aus Ohio, erschossen, der zwei Handfeuerwaffen auf sie abfeuerte, als sie an der Orgel der Ebenezer Baptist Church saß. Chenault erklärte, er habe sie erschossen, weil „alle Christen meine Feinde sind“ und behauptete, er habe entschieden, dass schwarze Geistliche eine Bedrohung für schwarze Menschen seien. Er sagte, sein ursprüngliches Ziel sei Martin Luther King Senior gewesen, aber er habe sich dafür entschieden, stattdessen seine Frau zu erschießen, weil sie sich gerade in seiner Nähe befand. Bei dem Angriff wurde auch einer der Diakone der Kirche, Edward Boykin, getötet, und eine Frau wurde verletzt. Alberta wurde auf dem South View Cemetery in Atlanta beigesetzt. Martin Luther King Senior starb am 11. November 1984 im Alter von 84 Jahren an einem Herzinfarkt und wurde neben ihr beigesetzt.
Chenault wurde zum Tode verurteilt. Obwohl diese Strafe im Berufungsverfahren bestätigt wurde, wurde er später zu lebenslanger Haft verurteilt, was teilweise auf die Ablehnung der Todesstrafe durch die Familie King zurückzuführen war. Am 3. August 1995 erlitt er einen Schlaganfall und wurde in ein Krankenhaus gebracht, wo er am 19. August im Alter von 44 Jahren an Komplikationen starb.